# G-Unit Philly
G-Unit Philly — американський лейбл, дочірня компанія G-Unit Records 50 Cent. Президент лейблу: Тоні Єйо. Багато артистів мешкають у Філадельфії.

## Початок (2009)
Після успіху колишнього дочірнього лейблу G-Unit South (теперішня назва: Cashville Records) у 2009 50 Cent вирішив створити ще одну підконтрольну компанію, штаб-квартира котрої розмістилась у Філадельфії. Того ж року першим підписантом став репер з Філадельфії Майк Нокс. Пізніше в 2009 до лейблу приєдналися його земляки Тоун Трамп, Айв Вегас і Cotic.

## 2010-дотепер
У 2010 Тоун Трамп став першим, хто покинув G-Unit Philly. У 2012 Майка Нокса засудили до 7 років і 10 місяців ув'язнення за крадіжку особистих даних та банківське шахрайство.

## Ростер

### Виконавці
- Майк Нокс
- Peedi Peedi
- State Property
- Айв Вегас
- Cotic

### Діджеї та продюсери
- Dellarock Entertainment
- Кідд Блейз

### Колишні виконавці
- Тоун Трамп

## Дискографія
Мікстейпи
- 2008: G-Unit Philly Vol.1[6]